# 高雄市寶來人文協會
高雄市寶來人文協會是高雄的社區營造社團，原名高雄市六龜區寶來重建協會，因為2009年莫拉克風災災後重建需求，於2010年2月25日成立。政府重建期於2015年屆滿，因而更名為高雄市寶來人文協會。曾獲得2016年國家永續發展獎。
高雄市寶來人文協會以「檨仔腳文化共享空間」為基地，以陶藝、植物染、窯燒三大產業為架構，推展多面向社區事務。以老人、婦女、孩童為主要服務對象。

## 社區工藝
社區產業結合環境生態之寶來陶、日作染、窯烤麵包、取材在地素材融合在體驗課程中，手搓陶珠、拓印槌染花葉等，並結合傳統窯炊料理推出璞實風味，透過體驗參與，讓大家了解與自然共生共存的理念。

### 陶瓷類(寶來陶)
在地的陶藝家李懷錦在社區進行工藝教學，藉由瓦斯窯進行窯燒及鹽釉燒、柴燒等。製作陶藝品時，會以模板設定好容器的版型，製作出相同規格的成品。

### 染繡工藝類(寶來染、日作染)
社區取材當地植物所發展的天然染，像是黃梔子等，植物染是從根、莖、葉中提取染料，向大自然取色，以天然的方式染製布料。商品種類多樣如，茶藝的席方與杯墊等。使用在地的植物、農作、果樹經由植物染工藝，與在地產業結合法展環境教育及觀光產業。

### 窯燒(土窯胖)
手工製作原料，使用土窯烘焙麵包。土窯為溪石和泥土打造的柴燒木窯，溫度可以超過200度。

## 理事長
| 屆 | 姓名   | 任期                  |
| -- | ------ | --------------------- |
| 1  | 黃和榮 | 2010.02.25-2014.02.24 |
| 2  | 黃和榮 | 2015.01.13-2019.01.12 |
| 3  | 李懷錦 | 2019.09.18-迄今       |

## 得獎紀錄
- 2016年國家永續發展獎-民間團體類[5][1]
- 2018年臺灣城鎮品牌獎-青年地方貢獻獎(協會執行長：李婉玲)[6]
- 2019年農村領航奬-個人組（協會執行長：李婉玲）[7]

## 外部連結
- 高雄市寶來人文協會 （页面存档备份，存于）網站